# Quiche

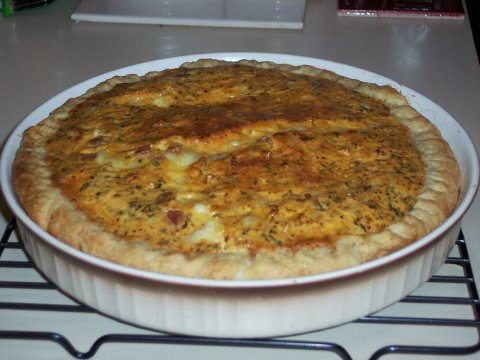
Quiche lorraine

Quiche (kisz) – w kuchni francuskiej ciepła przystawka (hors d'œuvre), wypiek w postaci placka składającego się ze słonego półkruchego  ciasta i wytrawnego nadzienia zalanego jajeczno-śmietanową masą. Nadzienie może zawierać różne gatunki mięsa, sera i warzyw, a także zioła i przyprawy. 
Najbardziej znaną potrawą tego rodzaju jest quiche lorraine, z plasterkami szynki posypanymi utartym pikantnym serem i zalanymi jajkami roztrzepanymi ze śmietanką, solą i białym pieprzem.